# 尼维莱尔
尼维莱尔（法語：Nivillers，法語發音：[nivilɛʁ]）是法国瓦兹省的一个市镇，位于该省中部偏西，属于博韦区。该市镇总面积7.65平方公里，2009年时的人口为199人。

## 人口
尼维莱尔人口变化图示